# The CW
The CW är ett amerikanskt tv-nätverk med stationer över hela landet. Nätverket bildades 2006 genom en sammanslagning av de två tidigare nätverken United Paramount Network (UPN) och The WB Television Network (The WB) som båda startat år 1995 i hopp om att bli ett av de större amerikanska nätverken, men som i början på 2000-talet  ännu inte nått ett genombrott i konkurrensen mot de större bolagen. Satsningen på en sammanslagning blev vid bildandet det femte största tv-nätverket på den amerikanska marknaden, efter ABC, CBS, NBC och Fox. 
The CW inledde sändningarna säsongen 2006/2007 och premiärsändningen ägde rum den 18 september 2006. Tv-nätverket bildades som ett samriskföretag mellan UPN:s och The WB:s tidigare ägare; CBS Corporation respektive Warner Bros. Namnet The CW kom från begynnelsebokstäverna på ägarföretagens namn. Nätverket skulle främst bygga på de stationer som tidigare sänt The WB eller UPN. I de områden där både UPN och The WB sände skulle en station fortsätta sända det nya nätverket och en annan förlora sin koppling till ett nätverk. News Corporation, som genom Fox Television Stations Group (Fox Broadcasting Company) ägde ett flertal stationer som sände UPN, meddelade att dessa inte skulle sända The CW utan istället bli en del av ett nytt nätverk kallat My Network TV. My Network TV tog även över efter flera andra UPN- eller The WB-stationer som inte övergick till The CW. Programutbudet bestod under premiäråret i första hand av dramaserier som tidigare visats på UPN och The WB, men även realityprogram, situationskomedier och pratshower ingick i utbudet.
I december 2019 gick CBS Corporation samman med Viacom och bildade ViacomCBS. I början av 2022 bytte ViacomCBS namn till Paramount Global. I oktober 2022 förvärvade Nexstar Media Group 75 % av The CW från Paramount Global och Warner Bros. (Warner Bros. Discovery). Paramount Global och Warner Bros. Discovery äger efter detta 12,5 % av The CW var.

## Program från The CW
Program i urval som haft sin originalvisning i The CW:

### Drama
- Sjunde himlen (2006–2007) (The WB, 1996–2006)
- Gilmore Girls (2006–2007) (The WB, 2000–2006)
- One Tree Hill (2006–2012) (The WB, 2003–2006)
- Smallville (2006–2011) (The WB, 2001–2006)
- Veronica Mars (2006–2007) (UPN, 2004–2006)
- Supernatural (2006–2020) (The WB, 2005–2006)
- Runaway (2006)
- Hidden Palms (2007)
- Life Is Wild (2007–2008)
- Gossip Girl (2007–2012)
- Privileged (2008–2009)
- Reaper (2007–2019)
- 90210 (2008–2013)
- The Beautiful Life (2009)
- Melrose Place (2009–2010)
- The Vampire Diaries (2009–2017)[2]
- Life Unexpected (2010–2011)
- Hellcats (2010–2011)
- Nikita (2010–2013)
- Ringer (2011–2012)
- The Secret Circle (2011–2012)
- Hart of Dixie (2011–2015)
- Emily Owens, M.D. (2012–2013)
- Arrow (2012–2020)
- Beauty & the Beast (2012–2016)
- The Carrie Diaries (2013–2014)
- The Tomorrow People (2013–2014)
- Reign (2013–2017)
- The Originals (2013–2018)
- Star-Crossed (2014)
- Jane the Virgin (2014–2019)
- The 100 (2014–2020)
- The Flash (2014–2023)
- iZombie (2015–2019)
- The Messengers (2015)
- Crazy Ex-Girlfriend (2015–2019)
- Containment (2016)
- No Tomorrow (2016–2017)
- Frequency (2016–2017)
- Legends of Tomorrow (2016–2022)
- Supergirl (2016–2021)
- Valor (2017–2018)
- Dynasty (2017–2022)
- Riverdale (2017–2023)
- Life Sentence (2018)
- Black Lightning (2018–2021)
- Charmed (2018–2022)
- Legacies (2018–2022)
- All American (2018–pågående)
- Pandora (2019–2020)
- Roswell, New Mexico (2019–2022)
- In the Dark (2019–2022)
- Batwoman (2019–2022)
- Nancy Drew (2019–2023)
- Katy Keene (2020)
- Stargirl (2020–2022)
- The Republic of Sarah (2021)
- Kung Fu (2021–2023)
- Walker (2021–pågående)
- Superman & Lois (2021–pågående)
- Naomi (2022)
- Tom Swift (2022)
- Walker: Independence (2022–2023)
- The Winchesters (2022–2023)
- All American: Homecoming (2022–pågående)
- Gotham Knights (2023)

### Situationskomedi
- Girlfriends (2006–2008) (UPN, 2000–2006)
- Reba (2006–2007) (The WB, 2001–2006)
- All of Us (2006–2007) (UPN, 2003–2006)
- Everybody Hates Chris (2006-2009)[3] (UPN, 2005–2006)
- The Game (2006–2009)
- Aliens in America (2007–2008)
- Significant Mother (2015)

### Reality/övrigt
- WWE Smackdown (2006–2008) (UPN, 1999–2006)
- America's Next Top Model (2006-2015)  (UPN, 2003–2006)
- Beauty and the Geek (2006–2008) (The WB, 2005–2006)
- Online Nation (2007)
- Pussycat Dolls Present (2007–2008)
- Crowned: The Mother of All Pageants (2007–2008)
- CW Now (2007–2008)
- 4Real (2008)
- Farmer Wants a Wife (2008)
- Stylista  (2008)
- The CW Sunday Night Movie (2008–2009)
- Judge Jeanine Pirro (2008–2009)
- 13: Fear Is Real (2009)
- Hitched or Ditched (2009)[4]
- The Tyra Banks Show (2009–2010)
- High Society (2010)
- Fly Girls (2010)
- Plain Jane (2010)
- H8R (2011)
- Dr. Drew's Lifechangers (2011–2012)
- Remodeled (2012)
- Shedding for the Wedding (2012)
- The Catalina (2012)
- Breaking Pointe (2012)
- The Next: Fame Is at Your Doorstep (2012)
- Oh Sit! (2012)
- Perfect Score (2013)
- Capture (2013)
- Famous in 12 (2014)
- Cedric's Barber Battle (2015)
- A Wicked Offer (2015)
- The Christmas Caroler Challenge (2018–2020)
- Mysteries Decoded (2019–pågående)
- The CW Happy Hour (2020)
- World's Funniest Animals (2020–pågående)
- Would I Lie to You? (2022)
- Criss Angel's Magic with the Stars (2022–pågående)
- Greatest Geek Year Ever: 1982 (2023)
- Recipe for Disaster (2023)
- 100 Days to Indy (2023–pågående)
- The Great American Joke Off (2023–pågående)
- Totally Weird and Funny (2023–pågående)